# HD58340
HD58340 — хімічно пекулярна зоря спектрального класу F0, що має видиму зоряну величину в смузі V приблизно  8,4.
Вона  розташована на відстані близько 488,3 світлових років від Сонця.